# 相模原市立大野小学校
相模原市立大野小学校（さがみはらしりつ おおの しょうがっこう）は、神奈川県相模原市南区古淵三丁目に存在する公立の小学校である。

## 教育目標
- 元気な子
- 深く考える子
- 思いやりのある子
- 進んで働く子

## 沿革
- 1892年（明治25年）4月1日 - 尋常大野小学校開校。
- 1907年（明治40年）3月21日 - 義務教育年限を6か年にし、尋常小学校に高等小学校を併設。
- 1913年（大正2年）
  - 3月25日 - 現在地に尋常高等大野小学校の許可が降り、南北に分教場が置かれた。
  - 4月 - 尋常高等大野小学校と改称し、大日堂を仮教場とする。
- 1914年（大正3年）7月15日 - 校舎が落成し、大日堂より移る。
- 1942年（昭和17年）5月14日 - 北分教場が、大野第二国民学校（現:淵野辺小学校）として独立。
- 1943年（昭和18年）7月6日 - 南分教場が、大野第三国民学校（現:南大野小学校）と独立し、学区が、ほぼ 1/3 強に縮小された。
- 1969年（昭和44年）4月1日 - 共和小学校・大沼小学校新設のため学区変更。
- 1973年（昭和48年）4月1日 - 鹿島台小学校新設のため学区変更。
- 1974年（昭和49年）
  - 3月25日 - 創立60周年記念式典が挙行され、「大野小学校60周年記念誌」発行。
  - 4月1日 - 大野台小学校新設のため学区変更。
  - 7月15日 - 開校記念日の変更により、この日（7月15日）を開校記念日と定めた。
- 1982年（昭和57年）4月1日 - 淵野辺東小学校新設のため学区変更。
- 1983年（昭和58年）11月5日 - 創立70周年記念式典挙行し、記念誌「創立七十周年記念誌」が完成・配布される。同日、校歌記念碑の除幕式も行なわれた。
- 1986年（昭和61年）4月1日 - 情緒学級を併設。
- 1990年（平成2年）12月10日 - コンピューター教室工事完了。
- 1991年（平成3年）
  - 6月 - ランチルームが完成。この月から、B棟校舎大規模改修工事。
  - 10月28日 - 文部省補助金対象となり、コンピューター機器設置。
- 1993年（平成5年）
  - 6月 - 校舎大規模改修工事。
  - 11月6日 - 創立80周年記念式典が挙行され、記念誌「おおのしょうの80年」発行。
- 1995年（平成7年）3月 - 飼育小屋全面改修工事。
- 1996年（平成8年）3月 - 給食室全面改修工事開始。
- 1999年（平成11年）度 - 図書室にインターネットが設置される。
- 2000年（平成12年）度 - 学校出張相談員派遣開始し、相談室が開設。
- 2001年（平成13年）度 - 仮設校舎が完成し、A棟校舎耐震工事実施。
- 2002年（平成14年）度 - B棟耐震工事実施。
- 2003年（平成15年）度 - 創立90周年お祝いの会開催。
- 2005年（平成17年）度 - 体育館改修と駐車場・正門広場花壇の整備。
- 2007年（平成19年）度 - 大野児童クラブの施設を新設。
- 2008年（平成20年）度 - 西門の門柱修理と作業小屋の改修工事を行う。
- 2009年（平成21年）
  - 7月 - 防音対策による普通教室等冷暖房設備設置と正門拡張工事の両工事が始まり、どちらも8月31日に完成。
  - 同年度内 - 校内LANが職員室、図書室、支援級に引かれ、同時にパソコン室のコンピューターの新規更新によりパソコン教室も一新。
- 2010年（平成22年）
  - 1月10日 - 地デジ対応液晶50型テレビを普通教室・音楽室・理科室・パソコン教室・職員室へ設置。
- 2011年（平成23年）
  - 同年度内 - 相模原市内初となる小学校に病弱学級（ひまわり級）が開級。
  - 5月 - 病弱学級開級式挙行。
  - 9月 - 普通教室（支援学級を含む）に校内緊急電話を設置。
- 2012年（平成24年）6月 - A棟3階、6年1組教室にエアコン設置。B棟1階トイレ一部改装。
- 2013年（平成25年） - 創立100周年記念行事開催。B棟2階トイレ一部改装。ふるさと資料室をふるさと大野館に改築。
- 2014年（平成26年）度 - 「みんなひとつの」の額装が完成。
- 2015年（平成27年）度 - B棟トイレを全て改装。
- 2016年（平成28年）度 - 外トイレ完成。
- 2018年（平成30年）
  - 時期不明 - コミュニティ・スクールモデル校設置。
  - 7月 - 航空写真撮影。
  - C棟1階2階床工事完成。校長室、職員室、事務室、天井、空調工事完成。
- 2020年（令和2年） 
  - 3月 - 新型コロナウイルス感染完成拡大による緊急事態宣言発出により、春休みをはさみ、5月31日まで臨時休校の措置を採る。
  - 時期不明 - 校内キャラクター決定。
  - 6月1日 - 学校再開したが、この日から2週間は分散登校となり、2日間で1日の登校の扱いとなった。また、授業時間確保のため1単位授業を40分間とし、実質7時間授業（コマ）を行った。
  - 1学期中 - C棟のすべてのトイレの改修工事を行い、完成。
  - 夏休み期間中 - A棟3階教室の床工事、2階の教室の天井の改修工事を行った。
  - 2学期中 - GIGAスクール構想が前倒しにより、児童・教職員全員にタブレット端末の配付が行なわれた。
- 2021年（令和3年） - 児童たちの手による中庭改装。愛称が大野自然広場となる。
- 2022年（令和4年） - おおちゃんハッピーフラワーロード竣工。
- 2023年（令和5年） - 創立110周年挙行。スローガン掲揚。

## 児童数・学級数・学級種類
- 本校の児童数は全学年合計で635人。学級数は全学年合計で24学級となっている。また、特別支援学級や少人数教室などの特別措置も取られている。（2024年（令和6年）5月1日現在）[1]。

## 通学区域
出典
- 相模原市南区
  - 鵜野森1丁目（1番～10番・12番・13番・20番～29番・45番～47番）
  - 古淵（全域）
  - 東大沼1丁目（1番～16番・19番・20番）

## 進学先中学校
出典
- 相模原市南区
  - 相模原市立鵜野森中学校 - 鵜野森1丁目と古淵から通う児童の進学先
  - 相模原市立大野台中学校 - 東大沼1丁目から通う児童の進学先

## 周辺
- 相模原市大野中まちづくりセンター（大野中公民館） - 敷地が隣接。
- 相模原市農業協同組合（JA相模原市）大野支店
- 学校法人日高学園認定こども園相模すぎのこ幼稚園 - 進学前幼稚園のひとつ。
- 相模原市消防局南消防署大沼分署
- 国道16号線
- JR横浜線 - 線路は近いが、古淵駅は離れている。
  - 古淵駅周辺については、該当項を参照。

## 交通アクセス
相模原市道大沼古淵線沿いにある学校正門まで
- 神奈川中央交通「相02」系統で、「大野小学校入口」停留所より、
  - 相模大野駅北口行のりばから、徒歩約420m・約7分。
  - 相模原駅南口行のりばから、徒歩約430m・約7分。
- JR東日本横浜線古淵駅から、徒歩約465m・約7分。